# Dragon Gate Open the Twin Gate Championship
L'Open the Twin Gate Championship è un titolo di wrestling giapponese, difeso nella federazione Dragon Gate. La Dragon Gate ha usato il WAR IJ Tag TEam Championship dal 2006 al 2007, quando Naruki Doi & Masato Yoshino introdussero i Twin Gate Titles dopo aver vinto il Summer Adventure Tag League tournament. Sconfissero i IJ champions, Keni'chiro Arai e Taku Iwasa, unificando i titoli.

## Albo d'oro
| #  | Wrestlers                                                | Regni insieme | Data              | Luogo   | Note |
| -- | -------------------------------------------------------- | ------------- | ----------------- | ------- | --- |
| 1  | Muscle Outlaw'z Naruki Doi & Masato Yoshino              | 1             | 12 ottobre 2007   | Tokyo   | Sconfiggendo Keni'chiro Arai & Taku Iwasa, unificando il Dragon Gate I-J Heavyweight Tag Team Championship al Twin Gate Championship. |
| 2  | Tozawajuku Keni'chiro Arai & Taku Iwasa                  | 1             | 8 febbraio 2008   | Tokyo   | |
| 3  | Typhoon Ryo Saito & Susumu Yokosuka                      | 1             | 5 maggio 2008     | Nagoya  | |
| 4  | Muscle Outlaw'z                                          | 2             | 26 settembre 2008 | Osaka   | |
| 5  | Real Hazard Cyber Kong & YAMATO                          | 1             | 5 ottobre 2008    | Fukuoka | |
| 6  | WARRIORS-5 Gamma & Susumu Yokosuka (2)                   | 1             | 1º marzo 2009     | Osaka   | |
| 7  | Real Hazard Ryo Saito (2) & Genki Horiguchi              | 1             | 5 maggio 2009     | Aichi   | |
| 8  | KAMIKAZE Shingo Takagi & YAMATO (2)                      | 1             | 17 settembre 2009 | Tokyo   | |
| 9  | WARRIORS-5 CIMA & Gamma (2)                              | 1             | 27 dicembre 2009  | Tokyo   | |
| -  | Vacante                                                  | -             | 27 dicembre 2009  | Tokyo   | CIMA e Gamma restituirono i titoli.                                                                                                   |
| 10 | WARRIORS-5                                               | 2             | 10 febbraio 2010  | Tokyo   | Sconfiggendo Doi e Yoshino per i titoli vacanti.                                                                                      |
| 11 | KAMIKAZE Cyber Kong (2) & Shingo Takagi (2)              | 1             | 22 marzo 2010     | Tokyo   | |
| 12 | K-neSuka K-ness & Susumu Yokosuka (3)                    | 1             | 13 maggio 2010    | Tokyo   | |
| 13 | Gamma (4) & Naruki Doi (3)                               | 1             | 23 novembre 2010  | Osaka   | |
| 14 | Masaaki Mochizuki & Don Fujii                            | 1             | 10 gennaio 2011   | Nagoya  | |
| 15 | Blood Warriors Genki Horiguchi (2) & Ryo Saito (3)       | 2             | 6 febbraio 2011   | Fukuoka | |
| 16 | Junction Three Dragon Kid & PAC                          | 1             | 19 giugno 2011    | Fukuoka | |
| 17 | Blood Warriors CIMA (3) & Ricochet                       | 1             | 17 luglio 2011    | Kōbe    | |
| -  | Vacante                                                  | -             | 30 novembre 2011  | Tokyo   | CIMA & Ricochet resero vacanti i titoli affinché potessero concentrarsi sulle loro carriere da singoli.                               |
| 18 | MAD BLANKEY Akira Tozawa & BxB Hulk                      | 1             | 1º dicembre 2011  | Tokyo   | Sconfiggendo KAGETORA e Susumu Yokosuka.                                                                                              |
| 19 | Jimmyz Jimmy KAGETORA & Susumu Yokosuka (4)              | 1             | 4 marzo 2012      | Osaka   | |
| 20 | MAD BLANKEY BxB Hulk (2) & Naoki Tanisaki                | 1             | 10 giugno 2012    | Sapporo | |
| 21 | Jimmyz                                                   | 2             | 17 giugno 2012    | Fukuoka | In un Triple Treath Elimination Tag Team Match che includeva anche K-Ness e Keni'chiro Arai.                                          |
| 22 | Shingo Takagi (3) & YAMATO (3)                           | 2             | 22 luglio 2012    | Kobe    | |
| 23 | Team Veteran Returns Masaaki Mochizuki(2) & Don Fujii(2) | 2             | 23 settembre 2012 | Tokyo   | |
| 24 | BxB Hulk (3) & Uhaa Nation                               | 1             | 2 marzo 2013      | Osaka   | |
| 25 | Shingo Takagi (4) & YAMATO (4)                           | 3             | 5 maggio 2013     | Aichi   | |